# Vallière
Vallière – miejscowość i gmina we Francji, w regionie Nowa Akwitania, w departamencie Creuse.
Według danych na rok 1990 gminę zamieszkiwały 814 osoby, a gęstość zaludnienia wynosiła 17 osób/km² (wśród 747 gmin Limousin Vallière plasuje się na 159. miejscu pod względem liczby ludności, natomiast pod względem powierzchni na miejscu 36.).